# Gregor Kletzenbauer
Gregor Kletzenbauer (10. března 1855 Havlov u Rožmitálu na Šumavě – 24. března 1923 Močerady) ,byl rakouský a český statkář a politik německé národnosti, na konci 19. a počátkem 20. století poslanec Českého zemského sněmu a Říšské rady.

## Biografie
Narodil se v šumavské vesnici Hablesreuth (Havlov, po 2. světové válce zanikla). Jeho otec Matthäus byl rolníkem, matka Katharina pocházela z obce Věžovaté Pláně.
Obecnou školu vychodil v nedalekém Rožmitálu. Byl nadaným žákem, ale učitelé nedokázali přesvědčit jeho rodiče, aby syna poslali na vyšší vzdělání. Roku 1874 tak převzal zemědělské hospodářství v Močeradech. Roku 1877 se oženil s Johannou rozenou Michlovou. V letech 1879–1885 zasedal v obecním výboru obce Čeřín, kam Močerady spadaly, od roku 1883 jako zapisovatel. V období let 1888–1891 byl starostou obce. Po konci funkčního období odmítl opětovnou kandidaturu na starostu, nicméně setrval v obecní radě. V Rožmitálu založil zemědělské a lesnické sdružení a lidovou záložnu. Po několik desetiletí byl členem okresní školní rady a okresního zastupitelstva v Kaplici.
Koncem století se zapojil do zemské politiky. Ve volbách v roce 1895 byl zvolen v kurii venkovských obcí (volební obvod Kaplice, Nové Hrady, Vyšší Brod) do Českého zemského sněmu. Uvádí se jako stoupenec Křesťansko-sociální strany. Mandát zde obhájil i ve volbách v roce 1901 a ve volbách v roce 1908. Nyní se uvádí jako člen Německé agrární strany.
Ve volbách roku 1891 neúspěšně kandidoval do Říšské rady (celostátní zákonodárný sbor). Zvolen sem byl ve volbách roku 1897. Zastupoval kurii venkovských obcí, obvod Krumlov, Kaplice atd. Do vídeňského parlamentu se vrátil ve volbách roku 1907, konaných již podle všeobecného a rovného volebního práva, kdy uspěl za obvod Čechy 125. Zasedl do poslaneckého klubu Německý národní svaz (Deutscher Nationalverband), v jehož rámci byl členem Německé agrární strany. Mandát obhájil za stejný obvod i ve volbách roku 1911.
Koncem roku 1918 se podílel na utváření provincie Německé Čechy, která v rámci práva na sebeurčení neúspěšně požadovala odtržení etnicky německých oblastí Čech od vnitrozemí. Jeho syn Adalbert Kletzenbauer byl pak za první republiky ve volbách roku 1928 zvolen do Českého zemského zastupitelstva.
Zemřel v březnu 1923 v Močeradech a byl pohřben na hřbitově v rodném Rožmitále.